# Крепость Нассенфельс
Крепость Нассенфельс (нем. Burg Nassenfels) — крепость, расположенная в коммуне Нассенфельс, вблизи баварского города Айхштет. Бывший замок на воде, который можно осмотреть только снаружи.

## Исторический обзор

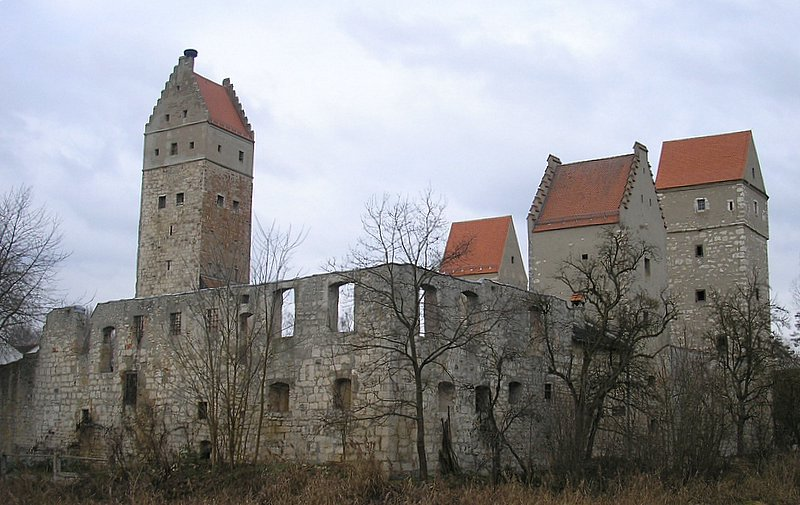
Бывший замок на воде с руинами Катнергауса

На месте Нассенфельса уже с II века н. э. находилось село Викус Скутаренсиум за верхнегерманско-ретийским лимесом. Римский лагерь был заброшен после основания вблизи форта Ветониана. Во время венгерского вторжения в X веке оборонительные валы были снесены.
В средневековье Нассенфельс был резиденцией епископа Айхштета. Замок впервые упоминается в 1245 году в связи с убийством графа фон Гебхарда Гиршберга при осаде придворным шутом.
Замок был расширен епископами Конрадом ІІ фон Пфеффенгаузеном (1297—1305) и Фридрихом IV фон Оттингеном (ок. 1400). В 1699 году архитектор Якоб Энгель возводит на территории замка канцелярию епископского казначея (Катнергаус). В ходе германской медиатизации епископское имущество было секуляризовано.
В 1932 году в результате пожара от молнии часть сооружений была значительно повреждена.
В настоящее время замок открыт для осмотра только в особых случаях, поскольку дома конца XVIII — начала XIX века используются как жилые и коммерческие помещения.